# Geworg Dabaghjan
Geworg Dabaghjan (armenisch Գեւորգ Դաբաղյան; auch: Gevorg Dabagian, Gevorg Dabaghyan, * 12. Februar 1965 in Jerewan) ist ein armenischer Dudukspieler.

## Werdegang
Dabaghjan war Schüler von Khachik Khachatryan und studierte bis 1989 am Staatlichen Konservatorium von Jerewan Duduk. 1992 erlangte er am Konservatorium den Mastergrad bei Khachatur Avetisyan und unterrichtet dort seitdem.
1990 gewann er den Großen Preis beim Wettbewerb für Spieler traditioneller östlicher Nationalinstrumente in Duschanbe, im Folgejahr den Sayat-Nova-Wettbewerb in Jerewan. 1994 produzierte die amerikanische Plattenfirma Celestial Harmonie ein Album mit ihm, das im Folgejahr den internationalen INDI-Preis erhielt.
2001 nahm er in Moskau am Musikprojekt The World's Multi-Voice teil, das Volksmusikinstrumente verschiedener Länder vereinigte und zu dessen Abschluss er mit Gidon Kremer auftrat. 2002 spielte er das Konzert für Duduk und Orchester des Iraners Majid Entezami für den iranischen Film Miss Maria ein.
Dabaghjan gilt im Gefolge von Musikern wie Levon Madojan, Margar Margarian, Vatche Hovsepian und Khachik Khachatryan als einer der bedeutendsten armenischen Dudukspieler. Als Erster spielte er mittelalterliche liturgische Musik aus Armenien auf diesen Instrument. Er ist Leiter des Shoghaken Folk Ensemble und Mitglied von Yo-Yo Mas Silk Road Project, mit dem er 2002 in der Carnegie Hall auftrat. Mit dem Komitas String Quartet nahm er das Album Lost Songs from Eden auf. Ein Album mit dem Oudspieler Rabih Abou-Khalil entstand 2004.
Konzertreisen führten ihn außer in die USA u. a. nach Deutschland, Finnland, Frankreich, Polen, in die Schweiz, nach Kanada, China und in die Arabischen Emirate. Zuletzt unternahm er im November 2010 mit seinem Neffen Gurgen Dabaghyan durch Brasilien, Uruguay und Argentinien.